# Корчинский, Иван Владимирович
Ива́н Влади́мирович Корчи́нский (25 июня 1864, деревня Тальное, Киевская губерния, Российская империя — 2 июля 1935, Алитус, Литва) — митрофорный протоиерей Православной Российской Церкви, настоятель Софийского собора в Гродно (1905—1919), член Поместного собора 1917 года и Государственного совета Литвы, белорусский историк.

## Биография
Родился в семье священника.
Окончил Уманское духовное училище (1879), Киевскую духовную семинарию (1885) и 2 курса юридического факультета Московского университета.
Сельский учитель (1885).
Иерей в Покровском храме и заведующий церковно-приходской школой села Ромашки Васильковского уезда Киевской губ. (1887), награждён набедренником (1890).
Настоятель храма Уманского духовного училища, уездный наблюдатель церковных школ (1892).
Инспектор церковно-приходских школ Гродненской епархии (1900), инициатор начала преподавании в них отечественной истории и географии, законоучитель в двухклассном женском училище, член совета гродненского Софийского православного братства (1902).
Протоиерей (1903), ключарь, затем настоятель (1905) гродненского Софийского кафедрального собора, председатель епархиального училищного совета, товарищ председателя епархиального миссионерского совета, один из создателей Гродненского церковно-археологического комитета (1904), член духовной консистории (1905). Способствовал выведению Гродненской губ. на первое место в России по церковно-школьному делу.
После эвакуации в Москву служил в храме святителя Николая Чудотворца на Мясницкой улице (1915).
В 1917 году делегат Всероссийского съезда духовенства и мирян. Член Поместного собора Православной российской церкви по избранию как клирик от Гродненской епархии, участвовал в 1-2-й сессиях, член III, IV, VII, XIV, XX отделов.
В июле 1918 года вернулся в Гродно, в декабре докладчик на съезде белорусского населения Гродненской губернии.
В 1919 году один из организаторов Гродненской белорусской христианской общины, член Государственного совета Литвы от населения Гродненщины, в июле как «опасный российский агитатор» заключён польскими властями в Краковский монастырь, затем в Белостокский концлагерь.
В конце 1919 радный Белорусской Народной Республики.
В 1920 году перебрался в Литовскую Республику, священник Отдельного белорусского батальона Литовской армии. В сентябре явился одним из инициаторов белорусского антипольского движения партизан.
С 1921 года настоятель храма в деревне Меречь, чиновник по особым поручениям Министерства белорусских дел Литвы, участник Белорусского национально-политического совещания в Праге.
С 1923 года председатель Литовского епархиального совета, редактор «Литовских епархиальных ведомостей», член редколлегии журнала «Голос Литовской православной епархии».
Одновременно с 1926 года православный капеллан литовской армии, член Белорусского центра и Литовско-белорусского общества.
Похоронен на православном кладбище в Каунасе, ликвидированном советской властью.
Жена — Мария Семеновна. Дети — Леонид, Наталия.

## Награды
- Орден Святой Анны 2-й степени (1907).
- Орден Святого Владимира 4-й степени (1910).
- Орден Святого Владимира 3-й степени (1913).
- Орден Святой Анны 1-й степени (1915) .
- Митра (1926).
- Медаль в честь 10-летия независимости Литвы (1928).
- Орден Гедимина 4-й степени (1928).
- Орден Витовта 3-й степени (1931)

## Сочинения
- Сокращение количества детей римско-католического вероисповедания в церковных школах Гродненской губ. // Национальный исторический архив Беларуси в г. Гродно. Ф. 1. Оп. 18. Д. 1209. С. 130.
- Церковно-школьное дело в Уманском у. Киевской губ.; К вопросу о церковном пении в православном приходе // Народное образование. 1899. № 10-11.
- Торжество перенесения Рождество-Богородичного женского монастыря из гор. Гродны в урочище Красносток, Сокольского уезда. Гродна, 1901.
- Личность учителя начальной церковной школы // Гродненские епархиальные ведомости. 1901. № 23.
- Столетие Гродненской губернии // Гродненские епархиальные ведомости. 1902. № 2.
- Таково ли действительное положение дел? // Гродненские епархиальные ведомости. 1903. № 11.
- Очерк истории церковно-школьного дела в Гродненской губернии в XIX столетии. Гродна, 1903.
- Русь и Польша: краткая история для русского народа. Гродна, 1903.
- Краткий исторический очерк православия в пределах нынешней Гродненской губ. и жития св. преподобно-мученика Афанасия (Филипповича). Гродна, 1903.
- Братское приветствие православным русским христианам и всем близким сердцу славянам, кои и не прибывают ныне в вере православной. Гродна, 1903.
- Граф Михаил Николаевич Муравьёв. Гродна, 1904.
- Древняя Коложская церковь во имя святых князей Бориса и Глеба в городе Гродне. Гродна, 1908.
- Что такое баптизм? Гродна, 1911.
- Православный Софийский кафедральный собор в гор. Гродне. Гродна, 1915 (2-е изд.).
- Св. преподобномученик Афанасий, игумен Брестский. Гродна, 1915 (3-е изд.).
- Чаго чакаць Беларусам ад Польшчы. Гутарка дзеда да малодшых. Б. м., 1921.
- Витовт Великий. Supremus lithuaniae dux: беглый обзор жизни его и деятельности. Каунас, 1930.
- Славные литовские витязи братья Ольгерд и Кестутий Гедиминовичи, великие литовские князья. Каунас, 1930.
- Страница былого (Из истории Литовской Православной Церкви) // Голос Литовской православной епархии. 1931. № 4.